# ودیدیپو
ودیدیپو (به لاتین: Veddaiyadaippu) یک منطقهٔ مسکونی در سری‌لانکا است که در استان شمالی (سری‌لانکا) واقع شده‌است.